# Carrowdore
Carrowdore (Iers: Ceathrú Dobhair) is een plaats in het Noord-Ierse County Down. Carrowdore telt 813 inwoners. Van de bevolking is 93% protestant en 2,1% katholiek.